# Markenverband

Logo des Markenverbandes

Der Markenverband (genannt auch Deutscher Markenverband) ist ein eingetragener Verein zur Interessenvertretung der Markenwirtschaft in Deutschland mit Sitz in Berlin. Er wurde 1903 gegründet und hat heute ungefähr 400 Mitglieder aus dem Bereich der markenorientierten Konsum- und Gebrauchsgüterindustrie und der Dienstleistungswirtschaft.
Die Arbeitsschwerpunkte sind der Schutz von geistigem Eigentum und die Bekämpfung von Marken- und Produktpiraterie ebenso wie die Stärkung des Leistungswettbewerbs und die Entwicklung des Markenrechts und der Markenadministration.
Die Markenwirtschaft steht in Deutschland für einen Markenumsatz in Höhe von knapp 1,1 Bill. Euro und rund 5,2 Mio. Arbeitsplätze. Der Markenverband ist der größte dieser Art in Europa.

## Geschichte

### 1903 bis 1945
Der Verband wurde am 3. Oktober 1903 von deutschen Markenunternehmern, darunter Fritz Heimann, August Oetker, Gustav Pielenz und Fritz Henkel, in Berlin gegründet. Am 25. November 1903 wurde er unter dem Namen Verband der Fabrikanten von Markenartikeln ins Vereinsregister eingetragen. Heimann wurde 1904 zum ersten Vorsitzenden gewählt, Max Gabriel zum ersten Geschäftsführer. Eine Mitgliederversammlung am 9. März 1911 beschloss die Bezeichnung Markenverband als Telegrammanschrift. In der Wirtschaft bürgerte sich jedoch zunächst der Name Markenschutzverband ein.
Mit Kriegsende 1945 wurde der Verband aufgelöst.

### Wiedergründung 1949
Im Oktober 1947 nahm der vormalige Geschäftsführer Hans Lutz in Frankfurt am Main mit einer Reihe von Markenfirmen Besprechungen für eine Wiedergründung des Verbands auf. Am 19. März 1948 kamen 60 Vertreter von Markenunternehmen in Rüdesheim zur Wiedergründung zusammen. Aus vereinsrechtlichen Gründen erhielt der Verband zunächst den Namen Gesellschaft zur Erforschung des Markenwesens e. V. Am 20. Oktober 1949 beschloss eine außerordentliche Mitgliederversammlung eine Änderung des Verbandsnamens in Markenverband e. V. Die Gesellschaft zur Erforschung des Markenwesens (GEM) bestand daneben weiter. Am 1. November 1949 nahm der Verband mit Sitz in Wiesbaden seine Arbeit auf.
Seit 1980 wird alle zwei Jahre der Wissenschaftspreis des Markenverbandes vom Markenverband e. V. und der Gesellschaft zur Erforschung des Markenwesens e. V. (GEM) verliehen. Die Stiftung dieses ältesten deutschen Preises zur Markenführung und Markenforschung durch den Markenverband erfolgte anlässlich des 75-jährigen Bestehens des Markenverbandes im Jahr 1978.

### Geschichte im 21. Jahrhundert
Seit 2007 hat der Markenverband nach mehr als 50 Jahren mit Sitz in Wiesbaden wieder seinen Sitz in Berlin.
Seit 2010 verleiht der Verband jährlich den unter der Schirmherrschaft von Alt-Bundespräsident Roman Herzog stehenden Verbraucherjournalistenpreis an drei Preisträger.
Seit 2017 ist der Verband auch einer der Stifter der Stiftung Zentrale Stelle Verpackungsregister (ZSVR) gemäß § 24 Verpackungsgesetz mit Sitz in Osnabrück.

## Organisation

### Präsidium und Vorstand
Präsident ist Franz-Olaf Kallerhoff.
Präsidenten (Vorsitzende) waren seit Gründung 1903 und Wiedergründung 1949:
- 1904–1921: Fritz Heimann (Johann Maria Farina)
- 1921–1929: Fritz Henkel (Henkel & Cie.)
- 1929–1945: Hugo Theunert (Kathreiner GmbH)
- 1949–?: Karl Anton Fuchs (Henkel & Cie.)
- 1972–?: Kurt Möck (Union Deutsche Lebensmittelwerke GmbH)
- 2005–2023: Franz-Peter Falke (Falke)
- 2023–heute: Franz-Olaf Kallerhoff

### Hauptgeschäftsführung
Hauptgeschäftsführer ist seit 1. März 2024 Patrick Kammerer.
(Haupt-)Geschäftsführer des Verbands waren seit der Gründung 1903 und Wiedergründung 1949:
- 1904–1931: Max Gabriel
- 1931–1934: Joseph Leidgens
- 1934–1945: Hans Lutz
- 1972–1996: Gerhard Gries, Herausgeber der Zeitschrift Markenartikel[4]
- 1995–2007: Horst Prießnitz
- 2007–2010: Christoph Kannengießer
- 2010–2024: Christian Köhler

### OWM
Als Interessenvertretung der werbungtreibenden Wirtschaft hat sich die Organisation Werbungtreibende im Markenverband (OWM) gebildet.

### Mitglieder und Mitgliedschaft
Die Mitglieder stammen u. a. aus den Bereichen Nahrungs- und Genussmittel, Hausgeräte, pharmazeutische und kosmetische Produkte, Textil und Mode sowie endverbrauchernahe Dienstleistungen. Mitglieder sind z. B. Beiersdorf, Henkel, Hugo Boss, Coca-Cola, Deutsche Bank, Falke, Miele, Deutsche Bahn, Nestlé, Procter & Gamble, Unilever, Volkswagen und Dr. Oetker.
Neben seinem bundesweiten markenpolitischen Auftrag ist der Verband selbst Mitglied in der europäischen Dachorganisation AIM – European Brands Association in Brüssel.